# Elizabeth Ross (lekarka)

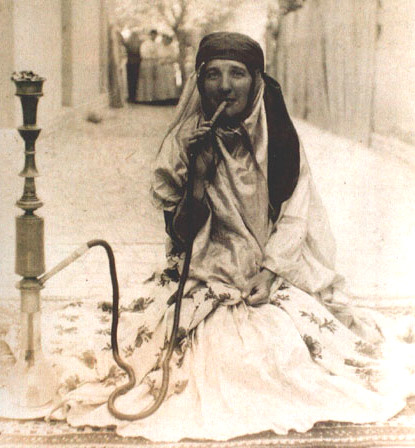
Ross w tradycyjnym kobiecym stroju ludu Bakhtiari paląca fajkę (ok. 1906)

Elizabeth Ness MacBean Ross (ur. 14 lutego 1878 w Londynie, zm. 14 lutego 1915 w Kragujevacu) – szkocka lekarka specjalizująca się w medycynie tropikalnej i działaczka pracująca wśród ludu Bakhtiari. Członkini Royal Society of Tropical Medicine.
Uważana jest za pierwszą w historii kobietę chirurga okrętowego.

## Życiorys

### Edukacja
Urodziła się w szkockiej rodzinie w Hampstead w Londynie. Jej ojciec, Donald Alexander MacBean Ross (1849–1893), był kierownikiem londyńskiego oddziału Komercyjnego Banku Szkocji, pochodził z Inverness, a jej matka, Elizabeth Wilson Ross (z domu Ness), pochodziła z Tain. Kiedy zmarł jej ojciec, przenieśli się do rodziny jej matki w Tain, gdzie uczęszczała do Tain Royal Academy. Studiowała medycynę w Queen Margaret College w Glasgow od 1896 roku.
Była drugą po Marion Gilchrist kobietą, która zakwalifikowała się na medycynę na uniwersytecie w Szkocji. Studia ukończyła w 1901 roku.
Lucy, jedna z sióstr Elizabeth, również ukończyła medycynę i została lekarką w Yorku. Jej brat James Ness MacBean Ross został lekarzem szkockiej marynarki wojennej i podczas I wojny światowej został odznaczony Krzyżem Wojskowym.

### Działalność medyczna

#### Persja
Po ukończeniu studiów Ross pracowała w Tain, a następnie jako oficer medyczny na szkockiej wyspie Colonsay. Następnie spędziła osiemnaście miesięcy na praktyce w East Ham w Londynie. Podczas niej otrzymała i zaakceptowała ofertę pracy w prowincji Isfahan jako asystentka ormiańskiego lekarza w mieście Isfahan. Wracając na urlop do Wielkiej Brytanii zdała egzamin i uzyskała dyplom medycyny tropikalnej. Po powrocie do Persji poznała Samsama al-Saltane (1846–1930), premiera Persji i zgodnie z jego sugestią rozpoczęła pracę wśród ludu Bachtari w południowo-zachodniej Persji. Przyjmując ich zwyczaje i ubiór, zasymilowała się do tego stopnia że została honorowym wodzem Bachtari. Napisała książkę opisującą swoje doświadczenia o tytule A Lady Doctor in Bakhtiari Land, która została wydana pośmiertnie pod redakcją jej brata Jamesa. Opisała w niej „informacje z pierwszej ręki na temat życia, punktu widzenia i zmieniających się warunków wśród tych męskich, choć niestabilnych, członków plemion”.
W 1913 roku z powodzeniem ubiegała się o pracę jako chirurg okrętowy na statku SS Nigaristan w rejsie do Wielkiej Brytanii. Pracowała później na tym samym stanowisku na statku linii Glasgow SS Glenlogan, który zabrał ją do Indii i Japonii, zanim wróciła do Isfahanu w 1914 roku.

#### Serbia
Po wybuchu I wojny światowej przeczytała o braku lekarzy w Serbii. Pierwsza faza kampanii austro-węgierskiej przeciwko Serbii spowodowała ciężkie straty armii serbskiej i epidemię tyfusu wśród ludności wojskowej i cywilnej. Epidemia osiągnęła swój szczyt w marcu 1915 roku, kiedy oszacowano, że tyfus dotknął około 150 000 osób, z czego około 30 000 zmarło.
Elizabeth Ross przybyła do Serbii w styczniu 1915 roku i zgłosiła się na ochotnika do pracy w Kragujevac, mieście najbardziej dotkniętym epidemią, w którym chorzy stanowili prawie 10 procent wszystkich przypadków w Serbii. Duży szpital wojskowy, w którym pracowała był przepełniony ofiarami tyfusu, nie było w nim warunków do leczenia chorych, a pomocniczy personel medyczny nie był wykwalifikowany, prócz tego nie było ogrzewania i brakowało żywności. Ross do pomocy miała jedynie dwóch greckich lekarzy, którzy także zgłosili się na ochotników. Szpital nie był przystosowany do leczenia tak dużej liczby chorych. Brakowało podstawowych leków oraz środków czystości, niemożliwa była odpowiednia dezynfekcja na terenie szpitala.

### Śmierć
Z powodu wszechogarniającego brudu i braku możliwości dezynfekcji szpitala Elizabeth zapadła na gorączkę i nie była w stanie kontynuować pracy. Opiekę nad nią sprawowały członkinie Szkockiego Szpitala Kobiecego, które przybyły do Kragujevac niedługo po niej. Ross zmarła na tyfus w dniu swoich 37 urodzin, 14 lutego 1915 roku, trzy tygodnie po przybyciu do Kragujevac. Została pochowana na cmentarzu w Kragujevacu, z napisem na jej nagrobku, w tym w języku serbskim: „Pamięci dr E. Ross i dwóch pielęgniarek, które zmarły w naszym mieście w 1915 roku podczas opieki nad chorymi i rannymi żołnierzami”.

## Upamiętnienie

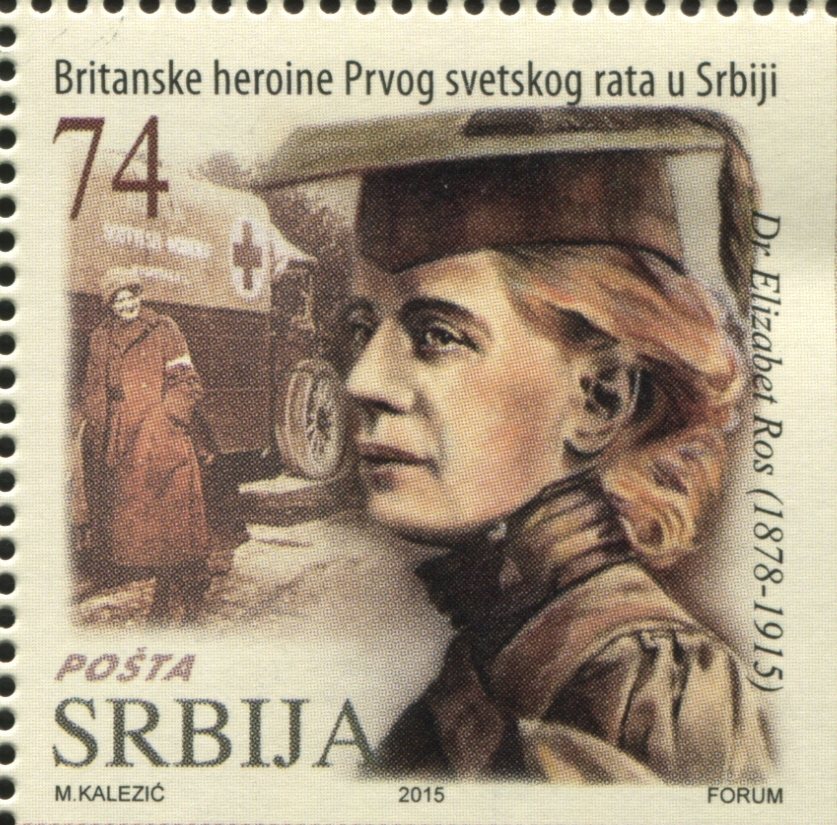
Znaczek pocztowy serbskiej poczty z podobizną Elizabeth Ross

Jej pamięci poświęcono tablicę w kościele św. Duthaca w Tain. Ross była jedną z sześciu Brytyjek, które pojawiły się na pamiątkowej serii znaczków pocztowych wydanych przez serbską pocztę w 2015.
Lokalny oddział Czerwonego Krzyża w Kragujevac nosi nazwę dr Elizabeth Ross. Podczas corocznej uroczystości upamiętniającej noszą koszulki z fotografią Ross. Jedna z ulic w mieście Kragujevac nosi jej imię.
Corocznie 14 lutego, w dniu jej urodzin i śmierci, w Kragujevac i w innych miejscach w Serbii odbywają się ceremonie upamiętniające jej pracę na rzecz mieszkańców Serbii.